# Lexington (Nebraska)
Lexington ist eine Stadt im Dawson County mit 10.348 Einwohnern (Stand: Volkszählung 2020) im Süden des US-Bundesstaates Nebraska und ist gleichzeitig Verwaltungssitz (County Seat).
Lexington trägt den Namen der Stadt seit 1889. Davor hieß die Ortschaft seit 1866 Plum Creek.

## Geographie
Lexington liegt am Platte River, südöstlich der Stadt North Platte. Der U.S. Highway 30 führt durch Lexington. Während der 1860er Jahre war Lexington eine Zwischenstation des Pony-Express.
Die nächstgelegenen Ortschaften sind:

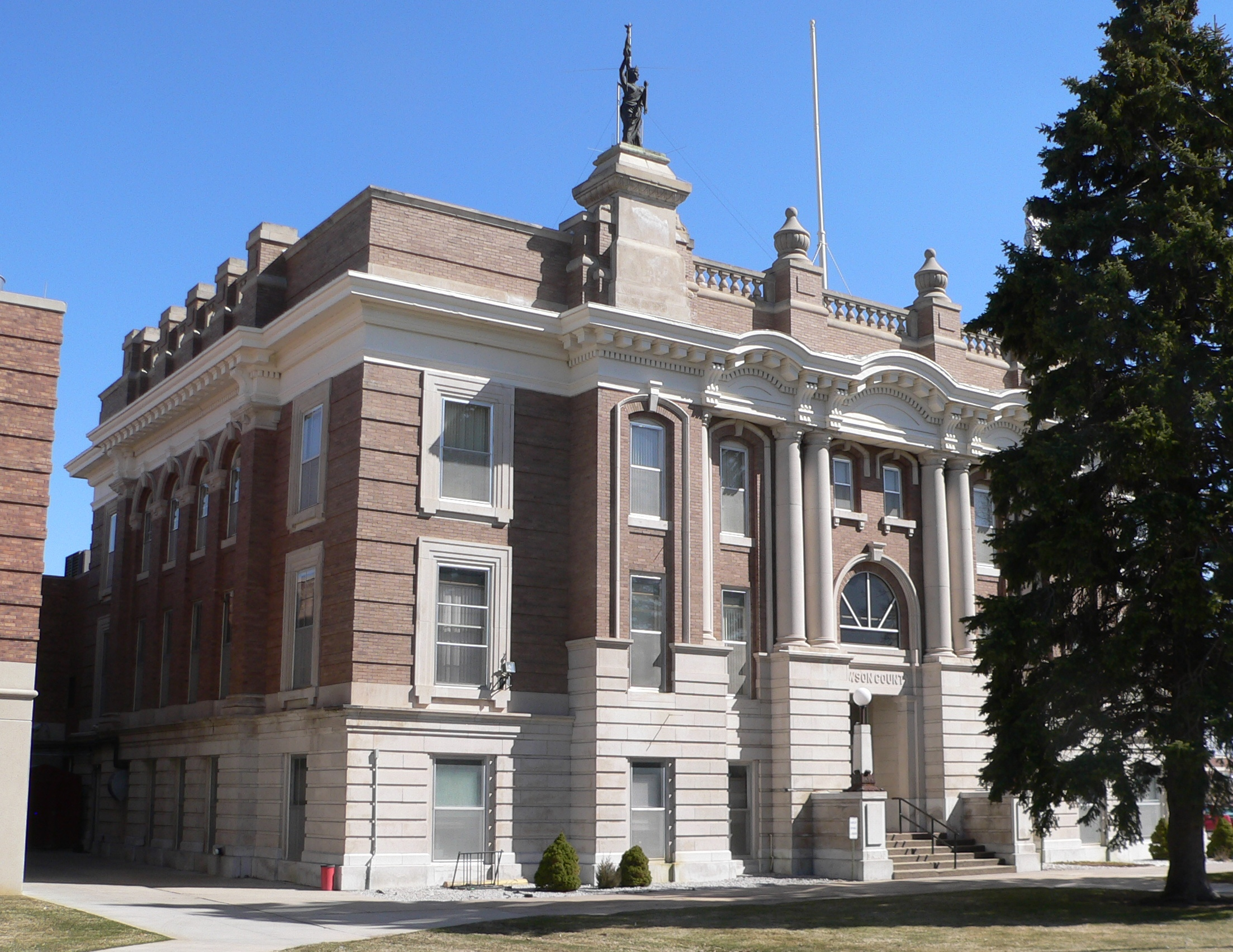
Dawson County Courthouse

| - Overton 17,7 km - Cozad 22,4 km - Smithfield 23,0 km - Elwood 23,3 km - Sumner 27,2 km | - Eddyville 27,3 km - Eustis 27,5 km - Bertrand 29,6 km - Gothenburg 38,7 km - Oconto 39,8 km |

## Demographie

### Altersstruktur
| Jahre  | unter 18 | 18 – 24 | 25 – 44 | 45 – 64 | über 64 |
| ------ | -------- | ------- | ------- | ------- | ------- |
| Anteil | 32,60 %  | 10,20 % | 30,70 % | 16,10 % | 10,40 % |

Ungewöhnlich für Nebraska ist, dass fast 50 % der Einwohner mexikanischer Abstammung sind. Dies resultiert aus dem staatlich geförderten Bau einer Fleischverpackungsfabrik der Firma IBP Inc.

### Bevölkerungsentwicklung
| Jahr      | 2000   | 2005   | 2006   | 2010   | 2020   |
| --------- | ------ | ------ | ------ | ------ | ------ |
| Einwohner | 10.011 | 10.064 | 10.251 | 10.230 | 10.348 |

## Sozialgeschichtliches
Die Bevölkerung von Lexington war stark betroffen von der Farmkrise der 1980er-Jahre, woraufhin staatliche Steuervergünstigungen und andere Anreize für die Ansiedlung von Industriebetrieben geschaffen wurden. 1992 nahm die Fleischverpackungsfabrik ihre Produktion auf, jedoch war die Mehrzahl der Mitarbeiter Immigranten aus Mexiko und Mittelamerika, was zu starken sozialen Spannungen führte. Die Wohnungspreise, die Geburtenrate aber auch die Kriminalitätsrate schossen in die Höhe und die Stadt musste enorme finanzielle Mittel aufwenden, um im Folgenden die Infrastruktur den wachsenden Bevölkerungszahlen anzupassen.